# Castelo Lennox

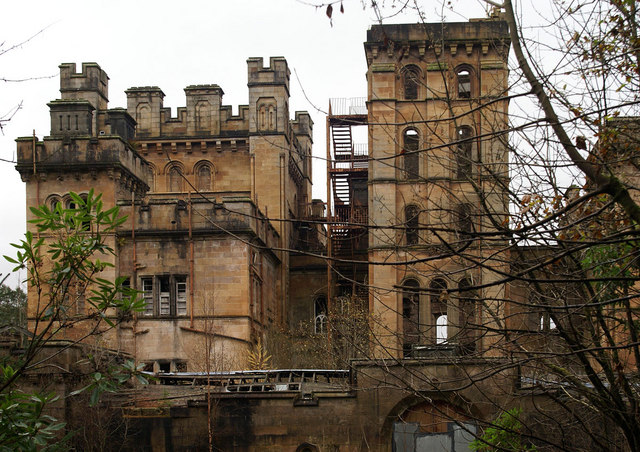
Castelo Lennox, Escócia.

O Castelo Lennox (em inglês:  Lennox Castle) é um castelo atualmente em ruínas localizado em Campsie, East Dunbartonshire, Escócia.
Foi utilizado como hospital durante alguns anos.
Encontra-se classificado na categoria "A" do "listed building" desde 5 de setembro de 1973.